# Heladio García Vázquez
Heladio García Vázquez är en ort i Mexiko.   Den ligger i kommunen Papantla och delstaten Veracruz, i den sydöstra delen av landet, 240 km nordost om huvudstaden Mexico City. Heladio García Vázquez ligger 85 meter över havet och antalet invånare är 264.
Terrängen runt Heladio García Vázquez är huvudsakligen platt, men västerut är den kuperad. Terrängen runt Heladio García Vázquez sluttar österut. Runt Heladio García Vázquez är det ganska tätbefolkat, med 179 invånare per kvadratkilometer. Närmaste större samhälle är Papantla de Olarte, 17,9 km väster om Heladio García Vázquez. Omgivningarna runt Heladio García Vázquez är huvudsakligen savann.